# Vioolconcert nr. 4 (Merikanto)
Vioolconcert nr. 4 is een compositie van Aarre Merikanto. Hij voltooide zijn Vioolconcert nr. 4 in 1954. Het was zijn laatste werk in dat genre. Na de twee fiasco’s van Vioolconcert nr. 2 en nr. 3 had de Finse componist pas in 1954 het vertrouwen een nieuw vioolconcert in de openbaarheid te brengen. Merikanto lag in die jaren wat beter bij de Finse musici, mede omdat de slagschaduw van Jean Sibelius minder werd. Die componeerde nauwelijks meer. Bovendien was Merikanto van zijn morfineverslaving af en was subiet tot professor benoemd van de Sibeliusacademie. Zijn muziek lag ook wat beter bij de Finse Cultuurraad want dit werk kreeg de eerste prijs toebedeeld in de competitie van 1954, terwijl zijn rivalen Uuno Klami en Einar Englund waren.
De moderne stijl van de vioolconcerten 2 (en wellicht ook 3) had Merikanto los gelaten om zich wat meer te verdiepen in de Finse volksmuziek. Het is meer in de stijl van het neoclassicisme geschreven. Dat leverde hem complimenten op van de violiste van de première Anja Ignatius. Desalniettemin bleef het alleen in manuscriptvorm bewaard.   
Het concert kreeg als subtitel Regenboog (Saatenkaari) mee.
Het concert kent de klassieke opzet van drie delen:
1. Allegro
2. Largo
3. Allegro giosamente

Merikanto schreef het voor een uitgedund orkest:
- solo viool
- 2 dwarsfluiten, 2 hobo’s, 2 klarinetten, 1 fagot
- 2 hoorn, 1 trompet
- violen, altviolen, celli, contrabassen